# Atractocarpus platyxylon
Atractocarpus platyxylon är en måreväxtart som först beskrevs av Eugène Vieillard, Jean Armand Isidore Pancher och Hippolyte Sebert, och fick sitt nu gällande namn av André Guillaumin. Atractocarpus platyxylon ingår i släktet Atractocarpus och familjen måreväxter. IUCN kategoriserar arten globalt som sårbar.
Artens utbredningsområde är Nya Kaledonien. Inga underarter finns listade i Catalogue of Life.